# زلیمخان حاجیف
زلیمخان حاجیف (به روسی: Зелимхан Хаджиев ؛ زادهٔ ۲۰ مهٔ ۱۹۹۴) یک کشتی‌گیر روسی تبار اهل فرانسه است.
از افتخارات وی می‌توان به کسب مدال برنز مسابقات قهرمانی کشتی جهان ۲۰۱۹ اشاره کرد.
او در المپیک ۲۰۱۶ ریو در وزن ۷۴ کیلو حاضر بود که در دور اول بدلیل حاضر نشدن حریف هندی به مرحله بعد رفت. حاجیف در دور بعد از سوساکه تاکاتانی کشتی‌گیر ژاپنی شکست خورد و با توجه به شکست این کشتی‌گیر در دور بعد، از دور رقابت‌ها کنار رفت.

## مسابقات قهرمانی کشتی جهان ۲۰۱۹
حاجیف در وزن ۷۴ کیلوگرم کشتی آزاد مسابقات قهرمانی کشتی جهان ۲۰۱۹ نورسلطان حاضر بود که در مسابقه های اول تا سوم آوتاندیل کنتچادزه از گرجستان، اوقنی ندآلکو از مولداوی و واسیل میخایلوف از اوکراین را شکست داد اما در نیمه نهایی به فرانک چامیزو از ایتالیا باخت و به دیدار رده‌بندی رفت. وی در دیدار رده‌بندی دانیار کایسانوف از قزاقستان را شکست داد و مدال برنز وزن ۷۴ کیلوگرم را بدست آورد. تست دوپینگ او مثبت اعلام شد و مدال برنز از وی پس گرفته شد.